# フルンロー包囲戦 (1672年)
フルンロー包囲戦（フルンローほういせん、オランダ語: Beleg van Groenlo）は仏蘭戦争中の1672年6月に行われた、フランス王国、ケルン選帝侯領、ミュンスター司教領の連合軍によるネーデルラント連邦共和国の要塞都市フルンローの包囲。フルンローは数日間の包囲ののち降伏した。

## 背景
イングランド王国とフランス王国の間のドーヴァーの密約が締結され、ミュンスターとケルンもフランスに同盟した後、フランス軍は領土拡大のためにネーデルラント連邦共和国を東から奇襲することができた。フランス軍がオルソイ、ラインベルク、ヴェーゼル、レース、エメリヒを奪取した後、ミュンスター司教クリストフ・ベルンハルト・フォン・ガレンは1672年6月1日に共和国に侵攻、数日でオートマルスム、オルデンザール、エンスヘデ、アルメロ、ホール、デルデン、ディーペンハイム、ボルクロを奪取した。
フルンロー市は補給がふんだんにあり、大砲も22門あった。市内にはグスタフ・トゥンヘル率いる10個歩兵大隊と1個騎兵大隊、計600人がいた。さらに市内には1627年のフルンロー包囲戦以来同市を守ってきた水路と堡塁があった。フォン・ガレンは軍を三手に分け、砲兵をツヴィルブロック（Zwilbrock）に、騎兵をベントハイムに、歩兵をコースフェルトに配置した。連合軍はミュンスター司教領で合流した後、数日でヴェーゼル、ビューデリヒ（Büderich）、ラインベルク、オルソイ、エメリヒを奪取した。フランスとケルンの連合軍はミュンスター司教領のドルステンに到着、そのままアイセル川に向かおうとしたが、フォン・ガレンは頑なにフルンローを先に攻めることを要求、フランスとケルンの連合軍から援軍を求めた。彼はオーファーアイセル州とヘルダーラント州に入る前に2万5千の援軍を得た。

## 包囲

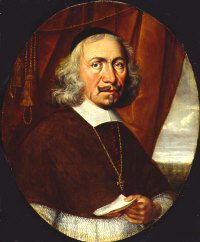
クリストフ・ベルンハルト・フォン・ガレン、ヴォルフガング・ハイムバッハ作、1670年。

6月3日、ミュンスター軍はフルンローに接近、フォン・ガレンは宗教儀式を終わらせてツヴィルブロックからやってきた。彼は臼砲8門を設置して砲撃を開始、砲弾計288枚を発射した。フルンローの包囲において新しい種類の砲弾が使われた。フルンローの守備軍は砲弾を発射できるものなら何でもいいと言わんばかりに、火薬樽19個がついた台車を砲台として使ったほどであった。着弾による爆発の響きが大きすぎて逆側にある包囲軍が驚いて叫んだほどであった（ミュンスター軍の砲撃がフルンローの弾薬庫に命中したと考えられる）。爆発により負傷した人はいなかった。いずれにしても、フルンローのブルジョワはフォン・ガレンの砲撃で恐慌になった。さらに、フルンローの住民はミュンスターを「外国」とはみなせず、共和国よりミュンスターのほうが近しいとさえ考えたほどであった（フルンローの住民の多くがカトリックであった）。6月9日、フルンローは降伏、夜には降伏の合意がなされた。フルンローの住民は引き続き宗教の自由を有し、略奪を免れたほか、フルンロー市はその権利を維持した。共和国に忠誠を誓い続けた人々は資産を売却してから去ることを許され、残りの市民はミュンスター司教領の住民となった。トゥンヘルは降伏を拒否して鍵を握り続けたが、6月9日にはそれを市民に奪われ、翌朝にフォン・ガレンに与えられた。

## その後
フォン・ガレンは自らフルンローを統治することにした。1672年の包囲戦において、フルンローは自軍の人数が大幅に上回られていることで降伏を余儀なくされた。連合軍は続いてブレデフォールト包囲戦を行い、ロヘムやデーフェンテルも落とした。このようにして、共和国のランプヤール（災難の年）と呼ばれる1672年が終わった。フォン・ガレンはフルンローが再び篭城に使われないようその防御工事を破壊、占領から2年後の1674年に撤退した。